# Podbořany
Podbořany là một thị trấn thuộc huyện Louny, vùng Ústecký, Cộng hòa Séc.